# Yoole
Pour plus de détails, voir Fiche technique et Distribution.
Yoole est un film documentaire sénégalais réalisé en 2010 par Moussa Sène Absa.

## Synopsis
L’Albatros avait souri du haut du ciel / Ce furent les dernières âmes sacrifiées au fond de l’océan / Bien des années plus tard, leurs corps échouèrent sur la plage. Un jeune clandestin adresse une lettre à sa mère. Il lui fait revivre les affres de la mer que ses amis d'infortune et lui ont eu à vivre des semaines durant en allant à l'assaut de la grande bleue. Parti du Sénégal vers l'Espagne, la pirogue contenant 54 passagers a dérivé vers le continent américain pour accoster à la Barbade avec seulement 11 personnes... mortes.

## Fiche technique
- Réalisation : Moussa Sène Absa
- Production : Absa Films
- Scénario : Moussa Sene Absa
- Image : Moussa Sene Absa
- Montage : France Langlois
- Musique : El Hadj Ndiaye Wasis Diop